# 樟树帮
樟树帮是全国13大药帮和中药炮制的主要流派之一，简称樟帮，又称为临清药帮（临江府清江县，今樟树市），因邻邑丰城人亦多，故又称临丰帮。与建昌帮合称江西帮。
樟树镇药业始于东汉时期，南宋侯逢丙奠定了樟帮药业的基础，至明代逐渐发展成熟。其中药炮制十分考究，独树一帜，成为药材集散和炮制中心，有“药不到樟树不齐，药不过樟树不灵”之美誉。